# 欠金情人
《欠金情人》（日语：お金がないっ）系列是篠崎一夜的BL小說，香坂透插畫，亦為漫畫化的作者。

## 故事簡介
普通的大學生綾瀨雪彌，因為堂兄石井鐵夫欠錢而被拍賣。買下他的男人狩納北是在經營金融業，因為綾瀨以前幫助過他而報恩，不過凌瀨並不記得這件事。

## 登場角色
聲：OVA／廣播劇CD
綾瀨雪彌（聲：福山潤／石田彰）
主角。1月2日生，18歲。B型。
雙親早逝，自己一個人住在公寓裡，不過某日卻被堂哥拍賣。狩納拍得後，與狩納一起生活。母親是外國人，雙親過世之後由祖母收養，繼承了母親的相貌。
狩納北（聲：小杉十郎太）
7月24日生，26歲。O型。
在某個雨天得到綾瀨的幫助，為了報恩在拍賣會上將他買下，以債權強行將綾瀨留在自己身邊。表面上經營金融業，但實際上是地下高利貸。
染矢薰子（聲：飛田展男）
5月30日生，24歲。A型。本名是染矢忍。
狩納的童年玩伴。人妖酒吧的媽媽，穿著和服為其特色。薰子是花名。
祇園寅之介（聲：置鮎龍太郎）
10月21日生，22歲。B型。
AV狂。
久芳譽（聲：辻谷耕史）
2月12日生，25歲。AB型。
狩納的部下。雙胞胎中的哥哥。對綾瀨抱有好感。
久芳操（聲：羽多野涉／辻谷耕史）
2月12日生，25歲。AB型。
狩納的部下。雙胞胎中的弟弟。
石井鐵夫（聲：柿原徹也／佐藤史郎）
11月9日生，20歲。B型。
綾瀨的堂哥，因為欠錢將綾瀨拍賣。後來債務轉到狩納的公司底下，債務要由雪彌償還。
染矢薰
8月26日生，57歲。A型。
薰子的父親，與納狩的父親是青梅竹馬。職業是律師。
溝口榮祥
3月1日生，41歲。O型。
狩納認識的設計師。似乎是蘿莉控。

## 小說

### Oakla出版
|  | 1999年6月發行 1999年12月發行 2000年10月發行 2001年10月5日發行 | ISBN 978-4-7567-1257-8 ISBN 978-4-7567-1291-2 ISBN 978-4-7567-1351-3 ISBN 978-4-7567-1425-1 |

### 幻冬舍Comics（新裝版）
|  | 2004年10月30日發行 2004年11月30日發行 2004年12月18日發行 2005年1月31日發行 2003年8月發行 2005年5月發行 2007年1月30日發行 | ISBN 978-4-344-80467-8 ISBN 978-4-344-80489-0 ISBN 978-4-344-80500-2 ISBN 978-4-344-80515-6 ISBN 978-4-344-80276-6 ISBN 978-4-344-80564-4 ISBN 978-4-344-80910-9 |

#### 中文版
| - 無錢也無愛～欠金情人1 - 唯錢是愛～欠金情人2 - 千金難買真情愛～欠金情人3 - 欠錢也欠愛～欠金情人4 - 愛情不借貸～欠金情人5 - 千金不是愛～欠金情人6 - 金錢不萬能～欠金情人7 | 2008年10月7日發行 2008年11月12日發行 2008年11月18日發行 2008年12月20日發行 2009年3月10日發行 2009年4月21日發行 | ISBN 978-986-6520-00-6 ISBN 978-986-6520-01-3 ISBN 978-986-6520-05-1 ISBN 978-986-6520-06-8 ISBN 978-986-6520-09-9 ISBN 978-986-6520-13-6 ISBN 978-986-6520-20-4 |

## 漫畫
|  | 2003年11月22日發行 2003年2月24日發行 2004年2月24日發行 2005年3月24日發行 2006年1月24日發行 2007年1月24日發行 2008年1月24日發行 2009年3月24日發行 2013年3月23日發行 | ISBN 978-4-344-80210-0 ISBN 978-4-344-80211-7 ISBN 978-4-344-80366-4 ISBN 978-4-344-80538-5 ISBN 978-4-344-80695-5 ISBN 978-4-344-80904-8 ISBN 978-4-344-81194-2 ISBN 978-4-344-81595-7 |

## OVA

### 製作人員
- 導演：則座誠
- 人物設定、作畫監督：山本佐和子
- 劇本：篠崎一夜
- 分鏡：山本友真矢
- 演出：平向智子
- 美術監督：柚島亜美
- 色彩設定：
- 音響監督：阿部信行
- 動畫制作：
- 製作：NOMONEY PROJECT

### 主題曲
- 片頭曲「Romance way」

作詞、作曲：ISSEI　編曲：KAKI　歌：ISSEI
- 片尾曲

作詞、作曲、編曲：milkboy　歌：柿原徹也、羽多野涉

## 外部連結
- （日語）+sadistic mode web+ （页面存档备份，存于）
- （日語）OVA官方網站
- （中文）瑪朵Mightor出版 （页面存档备份，存于）